# Vogt
Vogt är en norsk släkt som invandrade 1669 från Slesvig till Kristiania med Paul Petersen Vogt (död 1708). Hans släkt kallas "den äldre släkten Vogt" på grund av att den dog ut på manslinjen. 
Pauls sondotters sonson, Nils Nilsen Vogt (död 1809) tog namnet och är stamfar för den nu levande släkten Vogt, också kallad "den yngre släkten Vogt". Nils farfars farfar var Søfren Eschildsen (död 1666), Kristiania, som också är agnatisk stamfar för de norska släkterna Heltzen och Nilson.
Släkten har en lång rad socialt framstående medlemmar som har varit affärsmän, politiker, författare, konstnärer, jurister, läkare, universitetsfolk och annat.

## Kända medlemmar
- Jørgen Herman Vogt (1784-1862), statsråd.
- Henrik Ludvig Volrath Vogt (1814-89), teolog.
- Nils Vogt (1817-94), statsråd.
- Lorenz Juhl Vogt (1825-1901), ämbetsman.
- Peter Herman Vogt (1829-1900), läkare.
- Johan Herman Lie Vogt (1858-1932), geolog.
- Nils Vogt (1859-1927), publicist.
- Paul Benjamin Vogt (1863-1947), diplomat.
- Nils Collett Vogt (1864-1937), författare.
- Ragnar Vogt (1870-1943), läkare.